# Ropica rugiscapa
Ropica rugiscapa är en skalbaggsart som beskrevs av Stefan von Breuning 1939. Ropica rugiscapa ingår i släktet Ropica och familjen långhorningar. Inga underarter finns listade i Catalogue of Life.